# S. (film)
S. is een Vlaamse film uit 1998 van Guido Henderickx.

## Verhaal
Een jong meisje, bijgenaamd "S." leeft in een ontwricht gezin. Haar moeder werkt in de prostitutie en vader misbruikte haar. S. vlucht naar New York waar ze doorslaat wanneer ze nog maar eens bedrogen wordt. Ze vlucht terug naar Brussel en werkt daar vervolgens in een peepshow. Daar begint ze een relatie met een van de andere meisjes, maar belandt in een spiraal van seks en geweld met de mannelijke klanten.

## Rolverdeling
| Acteur                | Personage      |
| --------------------- | -------------- |
| Natali Broods         | S.             |
| Katelijne Damen       | moeder         |
| Jan Decleir           | moeders vriend |
| Peter Van den Eede    | vade           |
| Dora van der Groen    | grootmoeder    |
| Josse De Pauw         | priester       |
| Tom Jansen            |                |
| Inge Paulussen        |                |
| Kristine Van Pellicom |                |
| Hilde Wils            |                |
| Jurgen Delnaet        |                |
| Valentijn Dhaenens    |                |
| Victor Peeters        |                |
| Stijn Van Opstal      |                |
| Koen Van Kaam         |                |

## Trivia
- Dit was de debuutfilm van Natali Broods. Ze was niet geslaagd aan het Koninklijk Vlaams Conservatorium Antwerpen, maar speelt in deze film toevallig wel naast Dora van der Groen, haar toenmalige directeur.